# Намеґава (Сайтама)

36°3′58″ пн. ш. 139°21′39″ сх. д. / 36.06611° пн. ш. 139.36083° сх. д.
Намеґава (яп. 滑川町, なめがわまち, МФА: [namegawa mat͡ɕi̥]) — містечко в Японії, в повіті Хікі префектури Сайтама. Станом на 1 жовтня 2008 площа містечка становила 29,71 км². Станом на 1 січня 2009 населення містечка становило 16 719 осіб.